# USS Reid (DD-21)
USS Reid (DD–21) – amerykański niszczyciel typu Smith  będący w służbie United States Navy w czasie I wojny światowej. Nazwa okrętu pochodziła od Samuela Reida.
Stępkę okrętu położono w stoczni Bath Iron Works 3 sierpnia 1908. Został zwodowany 17 sierpnia 1909, matką chrzestną była panna Lina Andrews. Jednostka weszła do służby 3 grudnia 1909, pierwszym (tymczasowym) dowódcą został Ensign V. V. Woodward.
Przydzielony fo Atlantyckiej Flotylli Torpedowej (ang. Atlantic Torpedo Flotilla) służył w tej formacji, która w ciągu następnych lat była wiele razy przemianowywana. "Reid" operował w pobliżu wschodniego wybrzeża USA, przeprowadzając głównie rejsy ćwiczebne i szkoleniowe, do momentu przystąpienia Stanów Zjednoczonych do I wojny światowej.
6 kwietnia 1917 niszczyciel został przydzielony do Południowych Sił Patrolowych (ang. Southern Patrol Force) operujący z Key West. 14 kwietnia przepłynął na północ i dołączył 18 kwietnia do 1 Eskadry Sił Patrolowych (ang. Squadron 1, Patrol Force) w Bostonie. Przeniesiony do 2 Eskadry na początku maja patrolował północnowschodnie wybrzeże USA do czasu wydzielenia z Sił Patrolowych 15 maja i przydzielenia do Sił Niszczycieli (ang. Destroyer Force). Zameldował się 17 maja i eskortował przybrzeżne jednostki i patrolował podejścia do Nowego Jorku do 5 lipca. Tego dnia otrzymał rozkaz przejścia do Charleston by przygotować się do pełnienia służby zamorskiej.
"Reid" popłynął na wschód 21 lipca, a pomiędzy 1 sierpnia i 30 września zapewniał eskortę i patrolował wody w pobliżu Azorów. Wydzielony w październiku udał się do Brestu, gdzie ponownie pełnił służbę patrolową i eskortową. 23 października został staranowany i uszkodzony powyżej linii wodnej przez trałowiec USS "W. T. James" (SP-429). Naprawy zostały szybko wykonane w Breście i okręt pełnił zwyczajną służbę do końca wojny. W czasie tego okresu wykonał kilka ataków na okręty podwodne, m.in. na UB-55 18 marca 1918 i U-86 1 lipca 1918, ale żadnego nie zatopił.
Po zakończeniu wojny "Reid" opuścił Brest i popłynął do Charleston i został zdezaktywowany 11 grudnia. Przeszedł później do Filadelfii, gdzie został wycofany ze służby 31 lipca 1919. Został skreślony z listy okrętów floty 15 września 1919 i sprzedany firmie T. A. Scott & Company z New London 21 listopada.